# Garcinia glaucescens
Garcinia glaucescens är en tvåhjärtbladig växtart som beskrevs av Brother Alain, M. Mejía. Garcinia glaucescens ingår i släktet Garcinia och familjen Clusiaceae. Inga underarter finns listade i Catalogue of Life.